# Xã Tribune, Quận Greeley, Kansas
Xã Tribune (tiếng Anh: Tribune Township) là một xã thuộc quận Greeley, tiểu bang Kansas, Hoa Kỳ. Năm 2010, dân số của xã này là 1.247 người.